# فضاپیمای بدون سرنشین
فضاپیمای بدون سرنشین یا رباتیک، (به انگلیسی: Uncrewed spacecraft)، فضاپیمایی بدون فرد یا افرادی در فضاپیما است که برای پروازهای فضایی رباتیک مورد استفاده قرار می‌گیرد. فضاپیماهای بدون سرنشین می‌توانند سطوح مختلفی استقلال از داده‌های ورودی انسان داشته باشند. آنها ممکن است با کنترل از راه دور، هدایت از راه دور یا حتی خودمختار باشند، به این معنی که یک لیست از پیش برنامه‌ریزی شده‌ای داشته‌باشند، که آنها را اجرا می‌کنند مگر اینکه دستور دیگری به آنها داده شود.
بسیاری از فضاپیماهای قابل زندگی نیز دارای ویژگی‌های مختلفی از ویژگی‌های روباتیک هستند. به عنوان مثال، ایستگاه‌های فضایی سالیوت ۷ و میر، و ماژول ایستگاه فضایی بین‌المللی زاریا، قادر به مانور نگهداری رباتیک ایستگاه و مانور لنگرگیری از راه دور با هر دوی تدارکات دوره‌ای و ماژول‌های جدید بودند. متداول‌ترین شاخه‌ها در استفاده از فضاپیمای بدون سرنشین عبارتند از:
فضاپیماهای روباتیک، فضاپیماهای پشتیبانی بدون سرنشین، پروب‌های فضایی و رصدخانه‌های فضایی هستند. البته هر فضاپیمای بدون سرنشین یک فضاپیمای روباتیک نیست. به عنوان مثال، یک توپ بازتابندهٔ نور در فضا یک فضاپیمای بدون رباتیک است.